# Mansour Rahbani
Pour les articles homonymes, voir Rahbani.
Mansour Rahbani (en arabe : منصور الرحباني ; né le 17 mars 1925 à Antélias et mort le 13 janvier 2009 à Beyrouth) est un poète, philosophe, compositeur et producteur libanais. Il était le beau-frère de la grande chanteuse Fairuz, et le frère d'Assy Rahbani.

## Biographie
Il a reçu sa première éducation musicale aux mains du père Paul el Achkar, à la suite de laquelle il a étudié la musique orientale[pas clair], les partitions, les mélodies, l’harmonie, le contrepoint, l’orchestration et l’analyse musicale. Rahbani connaissait également parfaitement de rares et précieuses références telles que le livre de Kamel el Khalay, les compositions d'Al-Kindi et Al-Farabi et la recherche Shehabiya sur les mélodies musicales arabes. Rahbani a étudié pendant neuf ans sous la direction de Bertrand Robillard, considéré comme le principal catalyseur[pas clair] permettant au talent du jeune Rahbani de se manifester. Selon les mots du compositeur Mohamed Abdel Wahab, le don musical de Mansour a changé le destin de la musique et de la chanson orientales[pas clair].

### Carrière
Pendant ses études musicales, il a collaboré avec son frère Assi à la création des frères Rahbani. Ils apportèrent leur nouvelle direction artistique à la radio libanaise en 1945. La livraison d'une chanson «rahbanienne» n'était pas une tâche facile[citation nécessaire]; cependant, elle avait affronté le puissant courant de la chanson et de l'héritage traditionnels, qui dominaient l'ensemble du monde oriental depuis le début du XXe siècle, par l'intermédiaire de Salma Hegazi et d'Abdou El-Hamoli.
Les deux frères ont ensuite rejoint les rangs de la radio du Proche-Orient, où ils ont composé de nombreuses œuvres artistiques ainsi qu'une série de sketches intitulée «Sabeh and Makhoul». Quand Assi a épousé Nouhad Haddad (également connu sous le nom de Fairuz) en 1955, les deux frères ont formé un nouveau trio Rahbani avec elle. Ils composèrent des poèmes et des chansons que Fairuz chanterait avec prouesse. La musique des frères Rahbani a été inspirée par les traditions musicales arabe, islamique, maronite et byzantine, en plus du folklore libanais, et ils connaissent très bien la musique classique occidentale.
Après la mort de son frère en 1986, il compose sa première opérette en solo, Summer 840.

### Mort
Rahbani a été admis à l'hôpital Hôtel-Dieu de France de Beyrouth, au Liban, à la suite d'un cas grave de pneumonie. Il a passé trois jours en soins intensifs, après quoi il est décédé le 13 janvier 2009 à l'âge de 83 ans.

## Œuvre

### Poésie
Mansour a écrit quatre diwans dans sa vie de poète:
- القصور المائية    al-Quṣūr al-Māʾiyyah (Les Châteaux aquatiques)
- أسافر وحدي ملكاً    ʾUsāfir Waḥdī Malikan  (Je voyage seul comme un roi) [1]
- أنا الغريب الأخر    ʾAnā al-Ḡarīb al-ʾĀḵir  (Je suis l'autre étranger)
- بحار الشتي    Baḥḥār aš-Šutī (Le marin de l'hiver)

### Théâtre
Le théâtre de chant Rahbani est considéré comme une forme unique, qui diffère quelque peu de la norme internationale pour les opéras. Il met l'accent sur les valeurs de dignité, de vérité, de grâce et de profondeur de ses sujets philosophiques afin de se concentrer sur les trois sujets principaux de Dieu, l'être humain et la terre. En prenant le théâtre Piccadilly à Beyrouth comme tremplin, le théâtre Rahbani a parcouru l’ensemble du monde arabe, donnant des représentations en Jordanie, au Koweït, en Irak, en Égypte, dans les Émirats arabes unis, en Syrie, en Tunisie, au Maroc, en Algérie et en Libye. Il a fait des tournées artistiques dans les villes de Londres, Manchester, Paris, Rio de Janeiro, São Paulo, Buenos Aires, douze États américains et le Canada.
Les écrits du théâtre Rahbani traitent de l'histoire, du pays, de la terre, de l'avenir et, bien sûr, du destin des pauvres et du peuple, en mettant un accent particulier sur le folklore libanais. Le théâtre Rahbani aborde également les divers problèmes socio-politiques du monde arabe, comme le montrent les nombreuses chansons des Frères sur les crises palestinienne et algérienne. Le théâtre Rahbani a réussi à introduire une nouvelle génération de chanteurs, qui sont ensuite devenus des stars célèbres du monde arabe.
Le répertoire Rahbani comprend des pièces de théâtre, des poèmes et des mélodies qui ont été introduits dans les programmes d'études d'universités réputées du monde entier, notamment la Sorbonne, Harvard, Oxford, ainsi que dans des universités du Liban et du monde arabe.

### Cinéma
Les frères Rahbani ont également étendu leurs activités au monde du cinéma et ont composé la musique de trois films illustres: Biyaa el Khawatem (Le Vendeur de bagues), Safar barlik (Exil) et Bent el Hares (La Fille du gardien). Après la mort de son frère, Mansour écrit et produit de grandes pièces de théâtre, notamment Summer 840, La volonté, Les derniers jours de Socrate, Il se leva le troisième jour, La Messe maronite, Abou Tayeb al Mutanabbi, Moulouk al Tawaef, Le Dernier Jour, Hekm al Rehyan, Gibran et le prophète, Zénobie et Le Retour du phénix, qui est son dernier chef-d’œuvre.